# Montefelcino
Montefelcino est une commune italienne de la province de Pesaro et Urbino dans la région Marches en Italie.

## Administration
| Période                                  | Période | Identité | Étiquette | Qualité |
| ---------------------------------------- | ------- | -------- | --------- | ------- |
|                                          |         |          |           |         |
| Les données manquantes sont à compléter. |         |          |           |         |

### Hameaux
Isola del Piano, Monteguiduccio

### Communes limitrophes
Fossombrone, Isola del Piano, Monteciccardo, Petriano, Sant'Ippolito, Serrungarina, Urbino